# Саша Димић
Саша Димић српски је хирург.

## Биографија
Димић је хирург у Клиничко-болничком центру Косовска Митровица.
Специјалиста је опште и супспецијалиста ендокрине хирургије.
У инвалидским колицима је од јула 2021. Маја 2023. је на Медицинском факултету Универзитета у Нишу са оценом десет одбранио докторску дисертацију на тему параметара тромбоцита тј. крвних плочица и параметре запаљења у дијагностици упале слепог црева код одраслих. Суспецијалистички рад је одбранио у Београду.
Пацијенте оперише из инвалидских колица.
У браку је и са супругом има двоје деце.